# 玉海型揚陸艇
玉海型揚陸艇（ユーハイがたようりくてい、英: Yuhai class utility landing craft）は、中国人民解放軍海軍の汎用揚陸艇 (LCU) の艦級に対して付与されたNATOコードネーム。中国人民解放軍海軍での名称は074型揚陸艇（074型登陆艇）。また、1番艦が建造された造船所名の蕪湖造船所にちなみ、蕪湖A型 (Wuhu-A) と呼ぶこともある。

## 概要
玉海型は、玉連型の後継艦として開発された中型揚陸艦であり、1995年に1番艦が完成した。建造は、蕪湖造船所および青島造船所で行われた。
前級と同様にビーチング（直接着岸）により揚陸を行う。前級の艦首の形状は、バウドアを省略して跳ね橋状の水密化したバウランプを持ち、四角くフラットな形状であった。それに対し、本艦はビーチング型揚陸艦では非常にオーソドックスな観音開き型のバウドアに改められてV字型の艦首形状となった。バウドアの内側にはバウランプが折り畳まれており、車両の出し入れの際は展開される。艦首の構造は明らかに前級より複雑になってしまったが、V字型に突出した形にすることで航洋性の向上を狙ったものと推察される。
搭載量は、貨物ならば最大150トン、または主力戦車級の車両2輌に加えて完全装備の兵士250名を運搬・揚陸する能力を持つ、と推定されている。
航続距離は、巡航速力12ノット維持の場合で約1,000海里と推定されている。
武装は、発射速度が毎分800から1,000発で有効射程2,700mの61式連装25mm対空機関砲（ソ連製2M-3機関砲のライセンス生産品）を1基と、発射速度毎分1,100から1,200発で有効射程2,000mの58式14.5㎜連装機関銃（ソ連製KPV 重機関銃のライセンス生産品）を2基装備していると推定されている。前者の機関砲は、第二次世界大戦が終了して間もない40年代後半に設計された、遠隔操作のできない旧式機関砲である。
レーダーは、Xバンド航海レーダーのみ搭載されているものと推定されている。
2000年に建造は一旦終了し、2011年末現在は中国人民解放軍海軍が10隻、スリランカ海軍が1隻を運用していると推定されている。スリランカには1995年に1隻輸出された模様。中国人民解放軍の配備状況は、北海艦隊が5隻、東海艦隊が2隻、南海艦隊が3隻と推定されている。後継艦は玉北型である。
2017年2月、新たに建造された074型が人民解放軍駐香港部隊に配備された。特徴として、艦首の機関砲が従来の61式25mm機関砲からH/PJ-14 30mm機関砲に変更されており、その他にも衛星通信アンテナの設置や艦橋の高さが従来型に比べてやや低くなっている。なお、確認されている新造艦は3隻。